# عملة بنس أسترالي
البنس الأسترالي أو القرش (بالإنجليزية: Penny) عملة معدنية للجنيه الأسترالي تتبع نظام الجنيه الإسترليني والدولار الأمريكي. استُخدم في الكومنولث الأسترالي قبل النظام العشري عام ١٩٦٦. حيث كان البنس الأسترالي الواحد يساوي 1⁄12 شلن أسترالي و1⁄24فلورين أسترالي و1⁄60كرون أسترالي و1⁄240جنيه أسترالي. إن هذه العملة مساوية في أبعادها وقيمتها للبنس البريطاني قبل النظام العشري حيث كانت العملتان ثابتتين في الأصل عند القيمة الاسمية.
طرحت العملة المعدنية في عام 1911 بينما سك آخر بنس في عام 1964. وبعد التحويل إلى النظام العشري في 14 فبراير 1966 أصبح البنس يساوي 0.8333 سنت.
حمل وجه العملة صورة الملك الأسترالي الحاكم. وثلاثة ملوك منهم: جورج الخامس وجورج السادس وإليزابيث الثانية. إن جميع البنسات التي تحمل صورتي جورج السادس وإليزابيث الثانية تحمل صورة كنغر على ظهرها. وكانت صورة الكنغر على نصف البنس الأسترالي ومنذ ذلك الحين أُدرجت على عملة الدولار وعملة الكنغر الفضية.
فخلال عهد الملك جورج السادس كانت العملات المعدنية المسكوكة في بيرث تحمل نقطة إما في نهاية كلمة "بنس" أو بعد كلمة "أستراليا" أو بين حرفي "كي" و"جي" فوق نهاية ذيل الكنغر بينما لم تحمل عملات ملبورن أي نقطة. ويشير حرف "آي" الموجود أسفل تمثال جورج السادس النصفي إلى سكها في الهند ولا يُوجد إلا على البنسات ونصف البنسات الصادرة عامي 1942 و1943. أما علامة السك "بيه أل" بعد كلمة "بنس" فتدل على سكها في لندن بإنجلترا ولا تُوجد إلا على البنسات ونصف البنسات الصادرة عام 1951. واستمر هذا الوضع حتى نهاية عمر العملة.

## الأنواع
| صورة       | صورة       | سنين | سنين | المعايير الفنية | المعايير الفنية | المعايير الفنية | المعايير الفنية                                  | الوصف / النقش / المصمم | الوصف / النقش / المصمم                                                           | الوصف / النقش / المصمم                                   |
| وجه العملة | ظهر العملة | من   | إلى  | القطر           | السماكة         | الكتلة          | التركيب                                          | الحافة                 | وجه العملة                                                                       | ظهر العملة                                               |
| ---------- | ---------- | ---- | ---- | --------------- | --------------- | --------------- | ------------------------------------------------ | ---------------------- | -------------------------------------------------------------------------------- | -------------------------------------------------------- |
|            |            | 1911 | 1936 | 30.8 مم         |                 | 9.45 ج          | البرونز : النحاس 97.5%، الزنك 2.0%، القصدير 0.5% | ملساء                  | جورج الخامس جورجيفس ضد دجبريت: أومن: ريكس إف دي إند: إمب: بريشة بيرترام ماكينال  | كومنولث أستراليا بنس واحد بريشة دبليو إتش جيه بلاكمور    |
|            |            | 1938 | 1948 |                 |                 |                 |                                                  |                        | جورج السادس جورجيفس السادس D:G:BR:OMN:REX: F:D: IND:IMP. بريشة توماس همفري باجيت | كانجارو / كومنولث ستار بنس أسترالي بريشة جورج كروجر جراي |
|            |            | 1949 | 1952 |                 |                 |                 |                                                  |                        | جورج السادس جورجيفز السادس D:G:BR:OMN:REX FIDEI DEF. بريشة توماس همفري باجيت     |                                                          |
|            |            | 1953 | 1955 |                 |                 |                 |                                                  |                        | إليزابيث الثانية + إليزابيث الثانية. DEI.GRATIA.REGINA بريشة ماري جيليك          |                                                          |
|            |            | 1959 | 1964 | 30.8 ملم        | 1.5 ملم         |                 |                                                  | ملساء                  | إليزابيث الثانية + إليزابيث الثانية. DEI.GRATIA.REGINA.F:D بريشة ماري جيليك      | كنغر بنس أسترالي بريشة جورج كروجر جراي                   |

## علم العملات

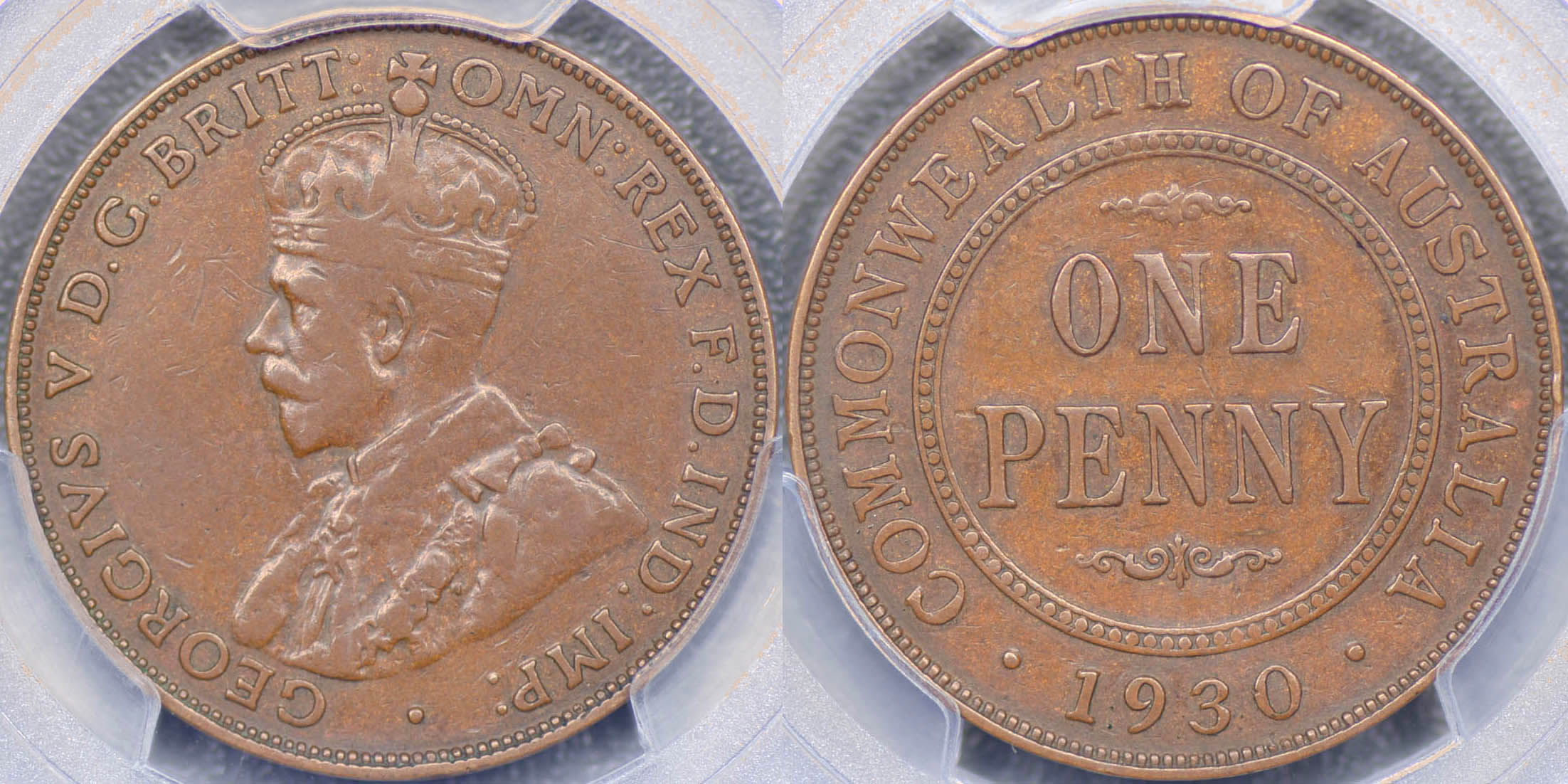
بنس أصلي من عام 1930.

يُعد بنس عام 1930 أحد أندر العملات الأسترالية نظرًا لقلة العدد المُسك منه ويحمل الرقم القياسي باعتباره أغلى بنس نحاسي في العالم. وهو مطلوب بشدة من قبل هواة جمع العملات ويمكن أن تصل قيمة بنس عام 1930 في حالة جيدة جدًا إلى 45000 دولار أسترالي أو أكثر. حيث ظل بنس عام 1930 العملة النادرة الأكثر شهرة في أستراليا منذ أن اكتشفها جامع العملات الأسترالي فريتز شايفر لأول مرة بين عامي 1940 و1944.
من بين العملات الأخرى النادرة عملات 1925 و1946 وإن كانت أقل قيمة من عملات 1930. حيث يمكن الحصول على عملات 1925 و1946 الأقل قيمة بأقل من ١٥٠ دولار.
هناك أيضًا بعض الأنواع القيّمة من البنس الأسترالي. ونشأت معظم هذه الأنواع إما نتيجة أحداث تاريخية أثرت على سير العمل الاعتيادي لدور سك العملات في البلاد أو نتيجة تغييرات مقصودة في عمليات سك العملات. فعلى سبيل المثال هناك مجموعة من أنواع البنس تعود لعام 1931 مما يدل على فترة تجريبية لإنتاج البنس في دار سك العملات في ملبورن خلال بداية الكساد الكبير.
ومن الأمثلة الأخرى مجموعة أصناف البنسات لعام 1920 التي تثبت نقل القوالب من دار سك ملبورن إلى دار سك سيدني والتي تضمنت سلسلة من الضربات التجريبية استعدادًا لأول بنس رسمي سكتها دار سك سيدني في أكتوبر 1920. وعلى نحو مماثل نشأت مجموعة أصناف البنسات لعام 1952 عندما بدأت دار سك بيرث في إنتاج بنساتها الخاصة بعد سلسلة من الضربات التجريبية.
في حين أن العديد من أنواع البنسات شائعة إلا أن هناك بعض الأمثلة النادرة والقيمة للغاية مثل وجه عملة البنس الإنجليزي لعام 1930 ووجه البنس الإنجليزي لعام 1920 مع نقطة فوق اللفافة السفلية.

## أرقام سك العملة
تشمل الأرقام أدناه عيناتٍ وإصداراتٍ تجريبية حيثما عُرفت عملية سكها. وبإحصائها بلغ إجمالي عدد العملات المعدنية التي سُكّت من هذه الفئة 814,788,088 عملة خلال فترة وجودها.
- 1911 : 3,768,000
- 1912 : 3,600,000
- 1913 : 2,520,000
- 1914 : 720,000
- 1915 : 2,280,000
- 1916 : 3,324,000
- 1917 : 6,240,000
- 1918 : 1,200,000
- 1919 : 5,810,160
- 1920 : 9,041,600
- 1921 : 7,438,320
- 1922 : 12,697,440
- 1923 : 5,654,400
- 1924 : 4,665,840
- 1925 : 1,639,200
- 1926 : 1,860,000
- 1927 : 4,922,450
- 1928 : 3,038,400
- 1929 : 2,599,200
- 1930 : غير معروف (عادةً ما يُقدر بحوالي 1600)
- 1931 : 494,400
- 1932 : 2,116,800
- 1933 : 5,817,600
- 1934 : 5,808,100
- 1935 : 3,724,900
- 1936 : 9,890,400
- 1937 : 12 (باترن غير منشور)
- 1938 : 5,552,650
- 1939 : 6,240,000
- 1940 : 5,188,800
- 1941 : 14,382,800
- 1942 : 21,244,800
- 1943 : 53,198,400
- 1944 : 29,942,000
- 1945 : 15,172,806
- 1946 : 240,000
- 1947 : 11,174,400
- 1948 : 28,150,000
- 1949 : 27,064,800
- 1950 : 57,846,800
- 1951 : 52,128,000
- 1952 : 57,922,000
- 1953 : 13,138,816
- 1955 : 17,447,101
- 1956 : 25,994,917
- 1957 : 15,979,112
- 1958 : 24,443,334
- 1959 : 16,048,136
- 1960 : 20,516,230
- 1961 : 30,608,240
- 1962 : 34,852,664
- 1963 : 10,259,660
- 1964 : 64,590,000
- 1965 : لم تُرصد على الإطلاق

## قراءة إضافية
- Bruce، Colin R.؛ Thomas Michael (2005). 2006 الفهرس القياسي لعملات العالم (1901–present). KP Books. ص. 67. ISBN:0-87349-987-5.

## روابط خارجية
- عملات من أستراليا / نوع العملة: بنس - نادي العملات على الإنترنت
- بنس واحد | ورقة زرقاء
- تاريخ البنس لعام 1930